# 寺崎保広
寺崎 保広（てらさき やすひろ、1955年 - ）は、日本史学者、奈良大学教授。日本古代史専攻。

## 略歴
山形県村山市生まれ。1983年東北大学大学院文学研究科国史学修了。1983年奈良国立文化財研究所研究員。1990年から2000年まで主任研究官。2000年現職。奈良大学文学部史学科教授。2020年定年退職、非常勤講師として着任。東北大学文学修士、博士。学位論文の題は「古代日本の都城と木簡」。

## 著書
- 『長屋王』人物叢書、吉川弘文館、1999
- 『古代日本の都城と木簡』吉川弘文館、2006
- 『藤原京の形成』日本史リブレット、山川出版社、2002
- 『若い人に語る奈良時代の歴史』吉川弘文館、2013年
- 『聖武天皇』日本史リブレット人、山川出版社、2020年
- 考課木簡の再検討(『律令国家の構造』所収)吉川弘文館、1989年
- 『平城宮木簡、四』 (共編)奈良国立文化財研究所、1986年
- 『日本の木簡』 (共著)同朋舎出版  1988年
- 『橘逸勢』 (共著)同朋舎出版  1987年
- 『平城京長屋王邸宅と木簡』(共著)吉川弘文館  1991年

## 論文
- 国立情報学研究所収録論文 国立情報学研究所

## 参考
- researchmap